# Habenaria peristyloides
Habenaria peristyloides är en orkidéart som beskrevs av Achille Richard. Habenaria peristyloides ingår i släktet Habenaria och familjen orkidéer. Inga underarter finns listade i Catalogue of Life.